# Lista över avsnitt av Icarly
Detta är en lista över Icarly-avsnitt, som ursprungligen sändes 2007-2012 i Nickelodeon.

## Lista

### Säsong 1 (2007–08)
| Nr i serien | Nr i säsongen | Titel                      | Regissör           | Manus                         | Originalvisning   | Prod. kod | Tittarsiffror (miljoner) |
| ----------- | ------------- | -------------------------- | ------------------ | ----------------------------- | ----------------- | --------- | ------------------------ |
| 1           | 1             | "iPilot"                   | Steve Hoefer       | Dan Schneider                 | 8 september 2007  | 101       | 4.1                      |
| 2           | 2             | "iWant More Viewers"       | Adam Weissman      | Steve Holland & Steven Molaro | 8 september 2007  | 103       | 3.9                      |
| 3           | 3             | "iDream of Dance"          | Adam Weissman      | Dan Schneider                 | 16 september 2007 | 113       | 3.5                      |
| 4           | 4             | "iLike Jake"               | Steve Hoefer       | Dan Schneider                 | 22 september 2007 | 102       | 3.5                      |
| 5           | 5             | "iWanna Stay with Spencer" | Adam Weissman      | Arthur Gradstein              | 29 september 2007 | 105       | N/A                      |
| 6           | 6             | "iNevel"                   | Steve Hoefer       | Steve Holland                 | 6 oktober 2007    | 104       | 3.6                      |
| 7           | 7             | "iScream on Halloween"     | Steve Hoefer       | Jake Farrow                   | 20 oktober 2007   | 114       | N/A                      |
| 8           | 8             | "iSpy a Mean Teacher"      | Steve Hoefer       | Steven Molaro                 | 3 november 2007   | 106       | N/A                      |
| 9           | 9             | "iWill Date Freddie"       | Adam Weissman      | Steve Holland                 | 10 november 2007  | 108       | N/A                      |
| 10          | 10            | "iWant a World Record"     | Roger Christiansen | Dan Schneider                 | 17 november 2007  | 107       | N/A                      |
| 11          | 11            | "iRue the Day"             | David Kendall      | Dan Schneider                 | 1 december 2007   | 115       | N/A                      |
| 12          | 12            | "iPromise Not to Tell"     | Steve Hoefer       | Dicky Murphy                  | 12 januari 2008   | 118       | 3.9                      |
| 13          | 13            | "iAm Your Biggest Fan"     | Steve Hoefer       | Jake Farrow                   | 19 januari 2008   | 110       | N/A                      |
| 14          | 14            | "iHeart Art"               | Adam Weissman      | Arthur Gradstein              | 2 februari 2008   | 109       | 3.6                      |
| 15          | 15            | "iHate Sam's Boyfriend"    | Roger Christiansen | Dan Schneider                 | 9 februari 2008   | 120       | 3.5                      |
| 16          | 16            | "iHatch Chicks"            | David Kendall      | Steven Molaro                 | 23 februari 2008  | 111       | 4.2                      |
| 17          | 17            | "iDon't Want to Fight"     | Roger Christiansen | Arthur Gradstein              | 1 mars 2008       | 112       | 4.5                      |
| 18          | 18            | "iPromote Techfoots"       | Adam Weissman      | Arthur Gradstein              | 15 mars 2008      | 117       | 4.4                      |
| 19          | 19            | "iGot Detention"           | Roger Christiansen | Andrew Hill Newman            | 22 mars 2008      | 116       | 3.7                      |
| 20          | 20            | "iStakeout"                | Steve Hoefer       | Andrew Hill Newman            | 5 april 2008      | 121       | 4.1                      |
| 21          | 21            | "iMight Switch Schools"    | David Kendall      | Dicky Murphy                  | 26 april 2008     | 122       | 3.3                      |
| 22          | 22            | "iFence"                   | Russ Reinsel       | Dan Schneider                 | 10 maj 2008       | 123       | 3.5                      |
| 23          | 23            | "iCarly Saves TV"          | Steve Hoefer       | Jake Farrow                   | 13 juni 2008      | 119       | 4.5                      |
| 24          | 24            | "iWin a Date"              | Steve Hoefer       | Andrew Hill Newman            | 25 juli 2008      | 124       | 4.5                      |
| 25          | 25            | "iHave a Lovesick Teacher" | Roger Christiansen | Ethan Banville                | 25 juli 2008      | 125       | 3.8                      |

### Säsong 2 (2008-09)
| Nr i serien | Nr i säsongen | Titel                    | Regissör           | Manus                                                   | Originalvisning   | Prod. kod | Tittarsiffror (miljoner) |
| ----------- | ------------- | ------------------------ | ------------------ | ------------------------------------------------------- | ----------------- | --------- | ------------------------ |
| 26          | 1             | "iSaw Him First"         | Adam Weissman      | Manus av: Andrew Hill Newman Synopsis av: Steven Molaro | 27 september 2008 | 204       | N/A                      |
| 27          | 2             | "iStage an Intervention" | Jonathan Goldstein | Karey Dornetto                                          | 4 oktober 2008    | 205       | N/A                      |
| 28          | 3             | "iOwe You"               | David Kendall      | Jake Farrow                                             | 11 oktober 2008   | 206       | N/A                      |
| 29          | 4             | "iHurt Lewbert"          | Russ Reinsel       | Ethan Banville                                          | 18 oktober 2008   | 207       | 4.4                      |
| 30          | 5             | "iGo to Japan"           | Steve Hoefer       | Manus av: Dan Schneider Synopsis av: Andrew Hill Newman | 8 november 2008   | 201202203 | 7.6                      |
| 31          | 6             | "iPie"                   | Roger Christiansen | Andrew Hill Newman                                      | 15 november 2008  | 208       | 4.1                      |
| 32          | 7             | "iChristmas"             | Steve Hoefer       | Dan Schneider                                           | 13 december 2008  | 209       | 3.3                      |
| 33          | 8             | "iKiss"                  | Steve Hoefer       | Dan Schneider                                           | 3 januari 2009    | 210       | 6.0                      |
| 34          | 9             | "iGive Away a Car"       | Steve Hoefer       | George Doty IV                                          | 17 januari 2009   | 211       | 5.1                      |
| 35          | 10            | "iRocked the Vote"       | Russ Reinsel       | Andrew Hill Newman                                      | 7 februari 2009   | 215       | 5.2                      |
| 36          | 11            | "iMeet Fred"             | Adam Weissman      | Dan Schneider                                           | 16 februari 2009  | 212       | 5.1                      |
| 37          | 12            | "iLook Alike"            | David Kendall      | Dan Schneider                                           | 7 mars 2009       | 213       | 6.3                      |
| 38          | 13            | "iWant My Website Back"  | Adam Weissman      | Matt Fleckenstein                                       | 21 mars 2009      | 219       | 3.9                      |
| 39          | 14            | "iMake Sam Girlier"      | Roger Christiansen | Jake Farrow                                             | 11 april 2009     | 216       | 5.1                      |
| 40          | 15            | "iGo Nuclear"            | David Kendall      | George Doty IV & Andrew Hill Newman                     | 22 april 2009     | 214       | 4.5                      |
| 41          | 16            | "iDate a Bad Boy"        | Steve Hoefer       | Dan Schneider                                           | 9 maj 2009        | 217225    | 6.5                      |
| 42          | 17            | "iReunite with Missy"    | Adam Weissman      | Jake Farrow                                             | 16 maj 2009       | 218       | 4.3                      |
| 43          | 18            | "iTake on Dingo"         | David Kendall      | Jake Farrow                                             | 13 juni 2009      | 226       | 3.4                      |
| 44          | 19            | "iMust Have Locker 239"  | David Kendall      | Eric Goldberg & Peter Tibbals                           | 27 juni 2009      | 220       | 4.0                      |
| 45          | 20            | "iTwins"                 | Russ Reinsel       | Eric Goldberg & Peter Tibbals                           | 11 juli 2009      | 224       | 5.2                      |
| 46          | 21            | "iFight Shelby Marx"     | Steve Hoefer       | Dan Schneider                                           | 8 augusti 2009    | 221222    | 7.9                      |

### Säsong 3 (2009-10)
| Nr i serien | Nr i säsongen | Titel                       |
| ----------- | ------------- | --------------------------- |
| 51          | 1             | "iThink They Kissed"        |
| 52          | 2             | "iCook"                     |
| 53          | 3             | "iSpeed Date"               |
| 54          | 4             | "iCarly Awards"             |
| 55          | 5             | "iHave My Principals"       |
| 56          | 6             | "iFind Lewbert's Lost Love" |
| 57          | 7             | "iMove Out"                 |
| 58          | 8             | "iQuit iCarly"              |
| 59          | 9             | "iQuit iCarly"              |
| 60          | 10            | "iSaved Your Life"          |
| 61          | 11            | "iWas a Pageant Girl"       |
| 62          | 12            | "iEnrage Gibby"             |
| 63          | 13            | "iSpace Out"                |
| 64          | 14            | "iFix a Pop Star"           |
| 65          | 15            | "iBloop"                    |
| 66          | 16            | "iWon't Cancel the Show"    |
| 67          | 17            | "iBelieve in Bigfoot"       |
| 68          | 18            | "iPsycho"                   |
| 69          | 19            | "iPsycho"                   |
| 70          | 20            | "iBeat the Heat"            |

### Säsong 4 (2010-11)
| Nr i serien | Nr i säsongen | Titel                    |
| ----------- | ------------- | ------------------------ |
| 71          | 1             | "iGot a hot room"        |
| 72          | 2             | "iSam's Mom"             |
| 73          | 3             | "iGet Pranky"            |
| 74          | 4             | "iSell Penny Tees"       |
| 75          | 5             | "iDo"                    |
| 76          | 6             | "iStart a Fan War"       |
| 77          | 7             | "iStart a Fan War"       |
| 78          | 8             | "iHire an Idiot"         |
| 79          | 9             | "iPity the Nevel"        |
| 80          | 10            | "iOMG"                   |
| 81          | 11            | "iParty with Victorious" |
| 82          | 12            | "iParty with Victorious" |
| 83          | 13            | "iParty with Victorious" |

### Säsong 5 (2011-12)
| Nr i serien | Nr i säsongen | Titel                          |
| ----------- | ------------- | ------------------------------ |
| 84          | 1             | "iLost My Mind"                |
| 85          | 2             | "iDate Sam & Freddie"          |
| 86          | 3             | "iCan't Take It"               |
| 87          | 4             | "iLove You"                    |
| 88          | 5             | "iQ"                           |
| 89          | 6             | "iBloop 2: Electric Bloopaloo" |
| 90          | 7             | "iStill Psycho"                |
| 91          | 8             | "iStill Psycho"                |
| 92          | 9             | "iBalls"                       |
| 93          | 10            | "iMeet the First Lady"         |
| 94          | 11            | "iToe Fat Cakes"               |

### Säsong 6 (2012)
| Nr i serien | Nr i säsongen | Titel                |
| ----------- | ------------- | -------------------- |
| 95          | 1             | "iApril Fools"       |
| 96          | 2             | "iGo One Direction"  |
| 97          | 3             | "iOpen a Restaurant" |
| 98          | 4             | "iHalfoween"         |
| 99          | 5             | "iPear Store"        |
| 100         | 6             | "iBattle Chip"       |

### Säsong 7 (2012)
| Nr i serien | Nr i säsongen | Titel                     |
| ----------- | ------------- | ------------------------- |
| 101         | 1             | "iShock America"          |
| 102         | 2             | "iShock America"          |
| 103         | 3             | "iGet Banned"             |
| 104         | 4             | "iFind Spencer's Friends" |
| 105         | 5             | "iRescue Carly"           |
| 106         | 6             | "iLost My Head in Vegas"  |
| 107         | 7             | "iBust a Thief"           |
| 108         | 8             | "iGoodbye"                |
| 109         | 9             | "iGoodbye"                |

### Fotnoter
1. ↑  ”Icarly” (på engelska). TV.Com. Arkiverad från originalet den 19 oktober 2017. https://web.archive.org/web/20171019133152/http://www.tv.com/shows/icarly/. Läst 26 januari 2017.
2. 1 2  ”Nielsen Top 20 Cable TV Show Ratings, Sept 3–9 – Ratings | TVbytheNumbers”. Nielsen Top 20 Cable TV Show Ratings, Sept 3–9 – Ratings | TVbytheNumbers. Tvbythenumbers.zap2it.com. September 12, 2007. Arkiverad från originalet den April 7, 2012. https://web.archive.org/web/20120407225712/http://tvbythenumbers.zap2it.com/2007/09/12/top-20-cable-shows-week-of-sept-3-9/630/. Läst 22 januari 2012. Arkiverad 7 april 2012 hämtat från the Wayback Machine. ”Arkiverade kopian”. Arkiverad från originalet den 7 april 2012. https://web.archive.org/web/20120407225712/http://tvbythenumbers.zap2it.com/2007/09/12/top-20-cable-shows-week-of-sept-3-9/630/. Läst 17 april 2018.
3. ↑  Nielsen Top 20 Most Timeshifted Cable Shows, Sept 10-16 - Ratings | TVbytheNumbers Arkiverad 3 april 2015 hämtat från the Wayback Machine.
4. ↑  ”Nielsen Top 20 Cable TV Show Ratings, Sept 17–23 - Ratings | TVbytheNumbers”. Nielsen Top 20 Cable TV Show Ratings, Sept 17–23 - Ratings | TVbytheNumbers. Tvbythenumbers.zap2it.com. September 25, 2007. Arkiverad från originalet den June 26, 2012. https://web.archive.org/web/20120626091840/http://tvbythenumbers.zap2it.com/2007/09/25/top-20-cable-tv-show-ratings-week-of-sept-17-23/855/. Läst 11 juni 2012. Arkiverad 26 juni 2012 hämtat från the Wayback Machine. ”Arkiverade kopian”. Arkiverad från originalet den 26 juni 2012. https://web.archive.org/web/20120626091840/http://tvbythenumbers.zap2it.com/2007/09/25/top-20-cable-tv-show-ratings-week-of-sept-17-23/855/. Läst 17 april 2018.
5. ↑  Top 20 Most Timeshifted Cable TV Shows, Oct 1-7, Nielsen DVR The Hills ratings, Rock of Love - Ratings | TVbytheNumbers
6. ↑  Seidman, Robert (January 15, 2008). ”Top Cable Shows Jan 7–13, 2008”. Top Cable Shows Jan 7–13, 2008. TV by the Numbers. Arkiverad från originalet den October 19, 2013. https://web.archive.org/web/20131019064904/http://tvbythenumbers.zap2it.com/2008/01/15/top-cable-shows-jan-7-13-2008/2406/. Läst 23 augusti 2011. Arkiverad 19 oktober 2013 hämtat från the Wayback Machine. ”Arkiverade kopian”. Arkiverad från originalet den 19 oktober 2013. https://web.archive.org/web/20131019064904/http://tvbythenumbers.zap2it.com/2008/01/15/top-cable-shows-jan-7-13-2008/2406/. Läst 17 april 2018.
7. ↑  Nielsen TV Ratings Top Cable Timeshifted Shows, DVR Viewing, Jan 28 - Feb 3, 2008, including Psych, Monk and House - Ratings | TVbytheNumbers Arkiverad 13 november 2013 hämtat från the Wayback Machine.
8. ↑  ”Top 20 Cable TV Show Weekly Nielsen Ratings February 4–10, 2008 including Super Tuesday Election Coverage, Chicken Little, Project Runway, Monk, WWE RAW, PSYCH and SpongeBob - Ratings | TVbytheNumbers”. Top 20 Cable TV Show Weekly Nielsen Ratings February 4–10, 2008 including Super Tuesday Election Coverage, Chicken Little, Project Runway, Monk, WWE RAW, PSYCH and SpongeBob - Ratings | TVbytheNumbers. Tvbythenumbers.zap2it.com. Arkiverad från originalet den March 26, 2013. https://web.archive.org/web/20130326011242/http://tvbythenumbers.zap2it.com/2008/02/12/top-cable-shows-feb-4-10-wwe-vs-future-president/2656/. Läst 11 juni 2012. Arkiverad 26 mars 2013 hämtat från the Wayback Machine. ”Arkiverade kopian”. Arkiverad från originalet den 26 mars 2013. https://web.archive.org/web/20130326011242/http://tvbythenumbers.zap2it.com/2008/02/12/top-cable-shows-feb-4-10-wwe-vs-future-president/2656/. Läst 17 april 2018.
9. ↑  ”Top 20 Cable TV Show Weekly Nielsen Ratings February 18–24, 2008 including Fairly Odd Baby, Monk, WWE RAW, Tennessee vs. Memphis, Democratic Debates and SpongeBob - Ratings | TVbytheNumbers”. Top 20 Cable TV Show Weekly Nielsen Ratings February 18–24, 2008 including Fairly Odd Baby, Monk, WWE RAW, Tennessee vs. Memphis, Democratic Debates and SpongeBob - Ratings | TVbytheNumbers. Tvbythenumbers.zap2it.com. Arkiverad från originalet den February 14, 2012. https://web.archive.org/web/20120214211021/http://tvbythenumbers.zap2it.com/2008/02/26/top-cable-shows-feb-18-24-nick-is-king-of-cable/2771/. Läst 11 juni 2012. Arkiverad 14 februari 2012 hämtat från the Wayback Machine. ”Arkiverade kopian”. Arkiverad från originalet den 14 februari 2012. https://web.archive.org/web/20120214211021/http://tvbythenumbers.zap2it.com/2008/02/26/top-cable-shows-feb-18-24-nick-is-king-of-cable/2771/. Läst 17 april 2018.
10. ↑  ”Top 20 Cable TV Show Weekly Nielsen Ratings February 25 – March 2, 2008 including MSNBC Presidential Primary Coverage, WWE RAW, iCarly and Project Runway – Ratings | TVbytheNumbers”. Top 20 Cable TV Show Weekly Nielsen Ratings February 25 – March 2, 2008 including MSNBC Presidential Primary Coverage, WWE RAW, iCarly and Project Runway – Ratings | TVbytheNumbers. Tvbythenumbers.zap2it.com. March 5, 2008. Arkiverad från originalet den August 16, 2011. https://web.archive.org/web/20110816115447/http://tvbythenumbers.zap2it.com/2008/03/04/top-cable-shows-feb-25-mar-2-msnbc-takes-top-spots/2845/. Läst 22 januari 2012. Arkiverad 16 augusti 2011 hämtat från the Wayback Machine. ”Arkiverade kopian”. Arkiverad från originalet den 16 augusti 2011. https://web.archive.org/web/20110816115447/http://tvbythenumbers.zap2it.com/2008/03/04/top-cable-shows-feb-25-mar-2-msnbc-takes-top-spots/2845. Läst 17 april 2018.
11. ↑  ”Nielsen Ratings March 10–16, 2008 Top 20 Cable Shows including WWE RAW, Wisegal, Fairly Odd Parents, The O'Reilly Factor and SpongeBob – Ratings | TVbytheNumbers”. Nielsen Ratings March 10–16, 2008 Top 20 Cable Shows including WWE RAW, Wisegal, Fairly Odd Parents, The O'Reilly Factor and SpongeBob – Ratings | TVbytheNumbers. Tvbythenumbers.zap2it.com. Arkiverad från originalet den August 16, 2011. https://web.archive.org/web/20110816115504/http://tvbythenumbers.zap2it.com/2008/03/18/cable-recap-wwe-spongebob-odd-parents-and-bill-o/2998/. Läst 22 januari 2012. Arkiverad 16 augusti 2011 hämtat från the Wayback Machine. ”Arkiverade kopian”. Arkiverad från originalet den 16 augusti 2011. https://web.archive.org/web/20110816115504/http://tvbythenumbers.zap2it.com/2008/03/18/cable-recap-wwe-spongebob-odd-parents-and-bill-o/2998. Läst 17 april 2018.
12. ↑  ”Nielsen Ratings March 17–23, 2008 Top 20 Cable Shows including WWE RAW, Ella Enchanted, Law & Order:SVU and SpongeBob – Ratings | TVbytheNumbers”. Nielsen Ratings March 17–23, 2008 Top 20 Cable Shows including WWE RAW, Ella Enchanted, Law & Order:SVU and SpongeBob – Ratings | TVbytheNumbers. Tvbythenumbers.zap2it.com. Arkiverad från originalet den August 16, 2011. https://web.archive.org/web/20110816115516/http://tvbythenumbers.zap2it.com/2008/03/25/cable-recap-wwe-spongebob-and-ella-enchanted/3061/. Läst 22 januari 2012. Arkiverad 16 augusti 2011 hämtat från the Wayback Machine. ”Arkiverade kopian”. Arkiverad från originalet den 16 augusti 2011. https://web.archive.org/web/20110816115516/http://tvbythenumbers.zap2it.com/2008/03/25/cable-recap-wwe-spongebob-and-ella-enchanted/3061. Läst 17 april 2018.
13. ↑  ”Nielsen Weekly Cable Most Watched Shows (Top 20) Featuring WWE RAW, The Hills, Hannah Montana, Star Wars, Lord of the Rings, NCIS, Wizards of Waverly Place and Sponge Bob - Ratings | TVbytheNumbers”. Nielsen Weekly Cable Most Watched Shows (Top 20) Featuring WWE RAW, The Hills, Hannah Montana, Star Wars, Lord of the Rings, NCIS, Wizards of Waverly Place and Sponge Bob - Ratings | TVbytheNumbers. Tvbythenumbers.zap2it.com. April 8, 2008. Arkiverad från originalet den October 21, 2012. https://web.archive.org/web/20121021053654/http://tvbythenumbers.zap2it.com/2008/04/08/nielsens-most-watched-shows-cable-networks/3250/. Läst 11 juni 2012. Arkiverad 21 oktober 2012 hämtat från the Wayback Machine. ”Arkiverade kopian”. Arkiverad från originalet den 21 oktober 2012. https://web.archive.org/web/20121021053654/http://tvbythenumbers.zap2it.com/2008/04/08/nielsens-most-watched-shows-cable-networks/3250/. Läst 17 april 2018.
14. ↑  Nielsen TV Ratings, Top Cable Shows April 7-13, including The Hills, South Park, and Rock of Love - Ratings | TVbytheNumbers
15. ↑  ”Nielsen TV Ratings, Top Cable Shows April 21–27, including The Hills, WWE Raw, iCarly, Zoey 101, House and SpongeBob - Ratings | TVbytheNumbers”. Nielsen TV Ratings, Top Cable Shows April 21–27, including The Hills, WWE Raw, iCarly, Zoey 101, House and SpongeBob - Ratings | TVbytheNumbers. Tvbythenumbers.zap2it.com. May 12, 2008. Arkiverad från originalet den October 6, 2012. https://web.archive.org/web/20121006120406/http://tvbythenumbers.zap2it.com/2008/05/12/the-hills-again-leads-cable-tv-time-shifting-2/3724/. Läst 11 juni 2012. Arkiverad 6 oktober 2012 hämtat från the Wayback Machine. ”Arkiverade kopian”. Arkiverad från originalet den 6 oktober 2012. https://web.archive.org/web/20121006120406/http://tvbythenumbers.zap2it.com/2008/05/12/the-hills-again-leads-cable-tv-time-shifting-2/3724/. Läst 17 april 2018.
16. ↑  ”Weekly Nielsen Cable TV Ratings: Top 20 Shows including NASCAR Sprint Cup, WWE RAW, iCarly, SpongeBob, Top Chef, In Plain Sight, Army Wives, Back at the Barnyard, US Open Golf, The O'Reilly Factor and Law & Order: Criminal Intent – Ratings | TVbytheNumbers”. Weekly Nielsen Cable TV Ratings: Top 20 Shows including NASCAR Sprint Cup, WWE RAW, iCarly, SpongeBob, Top Chef, In Plain Sight, Army Wives, Back at the Barnyard, US Open Golf, The O'Reilly Factor and Law & Order: Criminal Intent – Ratings | TVbytheNumbers. Tvbythenumbers.zap2it.com. Arkiverad från originalet den August 16, 2011. https://web.archive.org/web/20110816115537/http://tvbythenumbers.zap2it.com/2008/06/17/nascar-wwe-icarly-and-army-wives-lead-weekly-cable-viewing/4161/. Läst 22 januari 2012. Arkiverad 16 augusti 2011 hämtat från the Wayback Machine. ”Arkiverade kopian”. Arkiverad från originalet den 16 augusti 2011. https://web.archive.org/web/20110816115537/http://tvbythenumbers.zap2it.com/2008/06/17/nascar-wwe-icarly-and-army-wives-lead-weekly-cable-viewing/4161. Läst 17 april 2018.
17. 1 2  ”Nielsen Ratings Cable TV Top 20: The Closer, Nascar and Miley Cyrus – Ratings | TVbytheNumbers”. Nielsen Ratings Cable TV Top 20: The Closer, Nascar and Miley Cyrus – Ratings | TVbytheNumbers. Tvbythenumbers.zap2it.com. Arkiverad från originalet den April 18, 2012. https://web.archive.org/web/20120418225046/http://tvbythenumbers.zap2it.com/2008/07/29/nielsen-ratings-cable-tv-top-20-the-closer-nascar-and-miley-cyrus/4561/. Läst 22 januari 2012. Arkiverad 18 april 2012 hämtat från the Wayback Machine. ”Arkiverade kopian”. Arkiverad från originalet den 18 april 2012. https://web.archive.org/web/20120418225046/http://tvbythenumbers.zap2it.com/2008/07/29/nielsen-ratings-cable-tv-top-20-the-closer-nascar-and-miley-cyrus/4561. Läst 17 april 2018.
18. ↑  ”ALCS Game 7 More Watched Than MNF, Future President and Spongebob”. TVbytheNumbers. October 21, 2008. Arkiverad från originalet den 2012-10-19. https://web.archive.org/web/20121019222650/http://tvbythenumbers.zap2it.com/2008/10/21/alcs-game-7-more-watched-than-mnf-future-president-and-spongebob/6590/. Läst 10 februari 2012. Arkiverad 19 oktober 2012 hämtat från the Wayback Machine. ”Arkiverade kopian”. Arkiverad från originalet den 19 oktober 2012. https://web.archive.org/web/20121019222650/http://tvbythenumbers.zap2it.com/2008/10/21/alcs-game-7-more-watched-than-mnf-future-president-and-spongebob/6590/. Läst 17 april 2018.
19. ↑  ”Nielsen Weekly Cable Top 20 - Election Coverage, Monday Night Football and iCarly: iGo to Japan - Ratings | TVbytheNumbers”. Nielsen Weekly Cable Top 20 - Election Coverage, Monday Night Football and iCarly: iGo to Japan - Ratings | TVbytheNumbers. Tvbythenumbers.zap2it.com. Arkiverad från originalet den November 9, 2013. https://web.archive.org/web/20131109004303/http://tvbythenumbers.zap2it.com/2008/11/11/obama-beats-mccain-monday-night-football-and-yes-even-spongebob/7928/. Läst 11 juni 2012. Arkiverad 9 november 2013 hämtat från the Wayback Machine. ”Arkiverade kopian”. Arkiverad från originalet den 9 november 2013. https://web.archive.org/web/20131109004303/http://tvbythenumbers.zap2it.com/2008/11/11/obama-beats-mccain-monday-night-football-and-yes-even-spongebob/7928/. Läst 17 april 2018.
20. ↑  Football (though not NFL Network), Jeff Dunham and iCarly lead weekly cable viewing Arkiverad 19 februari 2014 hämtat från the Wayback Machine. Posted on November 18, 2008 by Robert Seidman
21. ↑  ”Monday Night Football, WWE RAW and SpongeBob lead weekly cable viewing - Ratings | TVbytheNumbers”. Monday Night Football, WWE RAW and SpongeBob lead weekly cable viewing - Ratings | TVbytheNumbers. Tvbythenumbers.zap2it.com. Arkiverad från originalet den June 26, 2012. https://web.archive.org/web/20120626125425/http://tvbythenumbers.zap2it.com/2008/12/16/monday-night-football-wwe-raw-and-spongebob-lead-weekly-cable-viewing/9696/. Läst 11 juni 2012. Arkiverad 26 juni 2012 hämtat från the Wayback Machine. ”Arkiverade kopian”. Arkiverad från originalet den 26 juni 2012. https://web.archive.org/web/20120626125425/http://tvbythenumbers.zap2it.com/2008/12/16/monday-night-football-wwe-raw-and-spongebob-lead-weekly-cable-viewing/9696/. Läst 17 april 2018.
22. ↑  ”Bowl Games, iCarly and WWE Raw lead weekly cable viewing; Nostradamus no match for SpongeBob – Ratings | TVbytheNumbers”. Bowl Games, iCarly and WWE Raw lead weekly cable viewing; Nostradamus no match for SpongeBob – Ratings | TVbytheNumbers. Tvbythenumbers.zap2it.com. http://tvbythenumbers.zap2it.com/2009/01/06/bowl-games-icarly-and-wwe-raw-lead-weekly-cable-viewing-nostradamus-no-match-for-spongebob/10239/. Läst 10 februari 2012. Arkiverad 13 oktober 2012 hämtat från the Wayback Machine. ”Arkiverade kopian”. Arkiverad från originalet den 13 oktober 2012. https://web.archive.org/web/20121013233527/http://tvbythenumbers.zap2it.com/2009/01/06/bowl-games-icarly-and-wwe-raw-lead-weekly-cable-viewing-nostradamus-no-match-for-spongebob/10239/. Läst 17 april 2018.
23. ↑  Updated:WWE RAW, Cinderella, iCarly and Monk lead weekly cable viewing Arkiverad 5 september 2012 hämtat från the Wayback Machine. Posted on January 21, 2009 by Robert Seidman
24. ↑  Seidman, Robert (February 10, 2009). ”Monk, WWE RAW, The Closer and Burn Notice lead cable viewing”. Monk, WWE RAW, The Closer and Burn Notice lead cable viewing. http://tvbythenumbers.com/2009/02/10/monk-wwe-raw-the-closer-and-burn-notice-lead-cable-viewing/12499. Läst 15 september 2011. Arkiverad 26 augusti 2012 hämtat från the Wayback Machine. ”Arkiverade kopian”. Arkiverad från originalet den 26 augusti 2012. https://web.archive.org/web/20120826123215/http://tvbythenumbers.zap2it.com/2009/02/10/monk-wwe-raw-the-closer-and-burn-notice-lead-cable-viewing/12499/. Läst 17 april 2018.
25. ↑  ”Internet Sensation Fred to Get His Own TV Movie”. Internet Sensation Fred to Get His Own TV Movie. MovieWeb.com. March 24, 2010. http://www.movieweb.com/news/NEf2hofjEJYFil. Läst 25 mars 2010. Arkiverad 25 mars 2010 hämtat från the Wayback Machine. ”Arkiverade kopian”. Arkiverad från originalet den 25 mars 2010. https://web.archive.org/web/20100325225733/http://www.movieweb.com/news/NEf2hofjEJYFil. Läst 17 april 2018.
26. ↑  ”iCarly, Burn Notice and WWE RAW top cable charts - Ratings | TVbytheNumbers”. iCarly, Burn Notice and WWE RAW top cable charts - Ratings | TVbytheNumbers. Tvbythenumbers.zap2it.com. http://tvbythenumbers.zap2it.com/2009/03/10/icarly-burn-notice-and-wwe-raw-top-cable-charts/14228/. Läst 11 juni 2012. Arkiverad 17 september 2012 hämtat från the Wayback Machine. ”Arkiverade kopian”. Arkiverad från originalet den 17 september 2012. https://web.archive.org/web/20120917023915/http://tvbythenumbers.zap2it.com/2009/03/10/icarly-burn-notice-and-wwe-raw-top-cable-charts/14228/. Läst 17 april 2018.
27. ↑  WWE RAW, Hannah Montana and Northern Lights lead cable show rankings Arkiverad 27 mars 2009 hämtat från the Wayback Machine. Posted on March 24, 2009 by Robert Seidman
28. ↑  WWE RAW and Nora Roberts Tribute bookend cable top 20, Rescue Me premieres Arkiverad 26 mars 2010 hämtat från the Wayback Machine. Posted on April 14, 2009 by Robert Seidman
29. ↑  Updated: WWE RAW, NFL Draft and Yankees / Red Sox Lead Weekly Cable Viewing Arkiverad 29 april 2010 hämtat från the Wayback Machine. Posted on April 28, 2009 by Robert Seidman
30. ↑  ”On cable, iCarly > Kobe, Lebron, WWE RAW and SpongeBob - Ratings | TVbytheNumbers”. On cable, iCarly > Kobe, Lebron, WWE RAW and SpongeBob - Ratings | TVbytheNumbers. Tvbythenumbers.zap2it.com. http://tvbythenumbers.zap2it.com/2009/05/12/on-cable-icarly-kobe-lebron-wwe-raw-and-spongebob/18531/. Läst 11 juni 2012. Arkiverad 23 september 2012 hämtat från the Wayback Machine. ”Arkiverade kopian”. Arkiverad från originalet den 23 september 2012. https://web.archive.org/web/20120923191804/http://tvbythenumbers.zap2it.com/2009/05/12/on-cable-icarly-kobe-lebron-wwe-raw-and-spongebob/18531/. Läst 17 april 2018.
31. ↑  NBA Playoffs, NASCAR and WWE RAW lead cable Arkiverad 21 maj 2009 hämtat från the Wayback Machine. Posted on May 19, 2009 by Robert Seidman
32. ↑  Nickelodeon’s Penguins is Basic Cable’s # 1 Kids’ Show with Total Viewers for the Week Arkiverad 28 september 2010 hämtat från the Wayback Machine. Posted on June 16, 2009 by Robert Seidman
33. ↑  ”Public Catalog - iCarly episode iMust Have Locker 239”. Public Catalog - iCarly episode iMust Have Locker 239. United States Copyright Office. http://cocatalog.loc.gov/cgi-bin/Pwebrecon.cgi?v1=33&ti=26,33&Search_Arg=icarly&Search_Code=FT*&CNT=25&SID=1. Läst 16 april 2016.
34. ↑  Gorman, Bill (June 30, 2009). ”Nick Scores Top Three Kids’ Programs in 2Q: iCarly, SpongeBob SquarePants and The Penguins of Madagascar”. tvbythenumbers.zap2it.com. Arkiverad från originalet den augusti 12, 2012. https://web.archive.org/web/20120812224231/http://tvbythenumbers.zap2it.com/2009/06/30/nick-scores-top-three-kids%E2%80%99-programs-in-2q-icarly-spongebob-squarepants-and-the-penguins-of-madagascar/21682/. Läst 12 juni 2012. Arkiverad 12 augusti 2012 hämtat från the Wayback Machine. ”Arkiverade kopian”. Arkiverad från originalet den 12 augusti 2012. https://web.archive.org/web/20120812224231/http://tvbythenumbers.zap2it.com/2009/06/30/nick-scores-top-three-kids%E2%80%99-programs-in-2q-icarly-spongebob-squarepants-and-the-penguins-of-madagascar/21682. Läst 23 april 2018.
35. ↑  ”Cable Top 20- July 14, 2009”. Cable Top 20- July 14, 2009. Tvbythenumbers.com. http://tvbythenumbers.com/2009/07/14/the-closer-tops-cable-shows-cnns-jackson-memorial-scores-big/22800. Läst 14 september 2010. Arkiverad 16 juni 2012 hämtat från the Wayback Machine. ”Arkiverade kopian”. Arkiverad från originalet den 16 juni 2012. https://web.archive.org/web/20120616060030/http://tvbythenumbers.zap2it.com/2009/07/14/the-closer-tops-cable-shows-cnns-jackson-memorial-scores-big/22800/. Läst 17 april 2018.
36. ↑  ”Arkiverade kopian”. Arkiverad från originalet den 22 december 2010. https://web.archive.org/web/20101222173449/http://tvbythenumbers.zap2it.com/2009/08/11/icarly-burn-notice-the-closer-royal-pains-wwe-raw-and-monk-top-weeks-cable-shows/24562. Läst 17 april 2018.